# Бердовка (Омская область)
Бердовка — деревня в Павлоградском районе Омской области. Входит в состав Нивского сельского поселения.

## География
Располагается в южной части Западно-Сибирской равнины, в южной части Омской области, в северной части Павлоградского района. В 3,5 км к востоку находился аули Исингельды .
Местность относительно плоская, с преобладающими абсолютными отметками 110—120 м.

## История
Немецкий посёлок Бердовский основан в 1926 году. В 1928 году посёлок Бердовский состоял из 22 хозяйств, основное население — немцы. В составе Кохановского сельсовета Павлоградского района Омского округа Сибирского края.

## Население
| 1926 | 1970 | 1979 | 1989 | 2010 |
| ---- | ---- | ---- | ---- | ---- |
| 103  | ↗189 | ↘120 | ↘106 | ↗151 |